# Fear Factor/Episodenliste
Die Episodenliste der Sendungen von Fear Factor enthält eine Auflistung aller Folgen der Reality-Gameshow des US-amerikanischen Originalformats auf NBC und später MTV inklusive der Specials.

## NBC-Version

### Staffel 1 (2001)
| Nr. (ges.) | Nr. (St.) | Originaltitel                           | Erstausstrahlung | Regie                        |
| --- | --------- | --------------------------------------- | ---------------- | ---------------------------- |
| 1 | 1         | Horse Drag; Rat Pit; Slippery-Car Crawl | 11. Juni 2001    | Randall Einhorn & Mark Perez |
| Stunt 1: Hinter einem Pferd hergezogen werden. Stunt 2: Loch mit Ratten. Stunt 3: Flaggen von fahrenden Autos einsammeln, während man in der Luft hängt. |           |                                         |                  |                              |
| 2 | 2         | Truck Jump; Worm Coffin; Catapult       | 18. Juni 2001    | Randall Einhorn & Mark Perez |
| Stunt 1: Aus einem fahrenden Truck springen. Stunt 2: Bedeckt von Larven des Großen Schwarzkäfers liegen bleiben. Stunt 3: Ein Paintballgewehr auf den Gegner schießen, während man durch die Luft katapultiert wird.                                                             |           |                                         |                  |                              |
| 3 | 3         | Jet Ski Leap; Beetle Bowl; Rope Crawl   | 25. Juni 2001    | Randall Einhorn & Mark Perez |
| Stunt 1: Von einem Jet-Ski in einen Hubschrauber umsteigen. Stunt 2: Lebende Käfer essen. Stunt 3: Hangeln am Seil, das zwischen zwei Dächern gespannt ist. |           |                                         |                  |                              |
| 4 | 4         | Net Jump; Wormtinis; Tunnel Crawl       | 2. Juli 2001     | Randall Einhorn & Mark Perez |
| Stunt 1: Turmspringen in ein Netz. Stunt 2: Lebende Würmer essen. Stunt 3: Durch einen dunklen Abwasserkanal krabbeln |           |                                         |                  |                              |
| 5 | 5         | Dog Attack; Snake Pit; Beam Walk        | 9. Juli 2001     | Randall Einhorn & Mark Perez |
| Stunt 1: Hunden davonlaufen. Stunt 2: Bedeckt von Schlangen liegen bleiben. Stunt 3: Über einen Schwebebalken in der Luft balancieren. |           |                                         |                  |                              |
| 6 | 6         | Sub Dive; Cricket Crunch; Speed Drop    | 16. Juli 2001    | Randall Einhorn & Mark Perez |
| Stunt 1: Unter ein U-Boot tauchen und Glühstäbe einsammeln Stunt 2: Lebende Zikaden essen. Stunt 3: Bean Bags auf Ziele werfen, während man an einem Seil runterrutscht. |           |                                         |                  |                              |
| 7 | 7         | Hotel Jump; Sheep's Eyes; Water Tank    | 23. Juli 2001    | Randall Einhorn & Mark Perez |
| Stunt 1: Aus dem 12. Stock eines Hotels springen. Stunt 2: Schafsaugen essen. Stunt 3: In einem Wassertank die Luft anhalten. |           |                                         |                  |                              |
| 8 | 8         | Wrecking Ball; Testicles; Baby Rescue   | 30. Juli 2001    | Randall Einhorn & Mark Perez |
| Stunt 1: An einer Abrissbirne hängend durch eine Holzwand krachen. Stunt 2: Büffelhoden essen. Stunt 3: Aus einem Unterwassertank entkommen. |           |                                         |                  |                              |
| 9 | 9         | Trapeze; Pig Feast; Traverse            | 5. Sep. 2001     | Randall Einhorn & Mark Perez |
| Stunt 1: Von einem Telefonmast auf ein Trapez springen. Stunt 2: In Glückskeksen befinden sich die Teile eines Schweines, die gegessen werden müssen (Herz, Leber, Niere, Ohr, Zunge oder Schnauze). Stunt 3: Eine Kletterwand an der Seite eines fahrenden Lastwagens erklimmen. |           |                                         |                  |                              |

### Staffel 2 (2001–2002)
| Nr. (ges.) | Nr. (St.) | Originaltitel                                                  | Erstausstrahlung | Special |
| --- | --------- | -------------------------------------------------------------- | ---------------- | --- |
| 10 | 1         | Bus Surfing; Torture Cell; Swinging Circle                     | 27. Nov. 2001    | Celebrity-Special mit Donny Osmond, Kelly Preston, Joanie Laurer, David Hasselhoff, Coolio und Brooke Burns.                                          |
| Stunt 1: Flaggen auf einem fahrenden Bus einsammeln. Stunt 2: Kopf in eine Box voll Larven des Großen Schwarzkäfers, Millipede und Skorpione stecken. Stunt 3: Balancieren über einen geneigten Schwebebalken, der 30 Meter in der Luft hängt.                                                                             |           |                                                                |                  | |
| 11 | 2         | Airplane Walk; Snake Face-off; Car Launch                      | 8. Jan. 2002     | – |
| Stunt 1: Auf dem Flügel eines Segelflugzeugs balancieren. Stunt 2: Nach Gegenständen in einem Pool voller Wasserschlangen tauchen. Stunt 3: Mit einem Auto aus dem dritten Stock eines Parkhauses springen. |           |                                                                |                  | |
| 12 | 3         | Bull Riding; Eat Brains; Zip Line                              | 14. Jan. 2002    | – |
| Stunt 1: Bullenreiten. Stunt 2: Kuhhirn essen. Stunt 3: In den Ozean springen. |           |                                                                |                  | |
| 13 | 4         | Boat Jump; Swimming with the Fishes; Flag Snag                 | 21. Jan. 2002    | – |
| Stunt 1: Sprung von einem Speedboat auf ein anderes. Stunt 2: Gewichte aus einem Wassertank voller Tintenfische herausholen. Stunt 3: Einen horizontalen Wimpelmast eines zwanzigstöckigen Hochhauses entlanghangeln. |           |                                                                |                  | |
| 14 | 5         | Helicopter Fire Drill; Eat Rectum; Ledge Walk                  | 28. Jan. 2002    | – |
| Stunt 1: Sich an einem Netz festhalten, das von zwei Helikoptern getragen wird. Stunt 2: Schweinerektum essen. Stunt 3: Über den Vorsprung eines zwölfstöckigen Gebäudes balancieren. |           |                                                                |                  | |
| 15 | 6         | Tight Rope; Hat of Flies; Escape Ice                           | 3. Feb. 2002     | 90-Minuten-Playmate-Special in der Superbowl-Halbzeit mit Lauren Hill, Angel Boris, Priscilla Taylor, Stacy Sanches, Julie Cialini und Nicole Narain, |
| Stunt 1: Seiltanz zwischen zwei Gebäuden. Stunt 2: Erdbeeren essen mit dem Kopf in einer Box voller Fliegen. Stunt 3: Glühstäbe in einem von Plexiglas abgeschlossenen Wassertank einsammeln. |           |                                                                |                  | |
| 16 | 7         | Blimp Climb; Bobbing in Wax Worms; Car Flip                    | 4. Feb. 2002     | – |
| Stunt 1: Eine Strickleiter eines Luftschiffs erklimmen. Stunt 2: Hühnerbeine in einer Box voller Mottenlarven finden. Stunt 3: Mit einem Auto über eine Rampe springen. |           |                                                                |                  | |
| 17 | 8         | Helicopter Climb; Blender of Fear; Pole Hoper                  | 25. Feb. 2002    | WWE-Special mit Jeff Hardy, Jacqueline Moore, Matt Hardy, Molly Holly, Lita und Test.                                                                 |
| Stunt 1: Eine Strickleiter eines Hubschraubers erklimmen. Stunt 2: Einen Proteinshake aus Schweinehirn und anderen ekligen Zutaten trinken. Stunt 3: Flaggen auf Telefonmasten einsammeln. |           |                                                                |                  | |
| 18 | 9         | Vertical Gauntlet; Rat Hat; Semi Truck Beam Walk               | 4. März 2002     | – |
| Stunt 1: Strickleitern und hindernisbedeckte Balken auf dem Weg eines 14-Stock hohen Gebäudes überwinden. Stunt 2: Kopf in eine Box voller Ratten stecken. Stunt 3: Von der Planke eines fahrenden Lastwagens auf einen anderen Lastwagen springen.                                                                        |           |                                                                |                  | |
| 19 | 10        | Spiderman; Coffin; Water Cage                                  | 11. März 2002    | Celebrity-Special mit Stephen Baldwin, Alison Sweeney, Alan Thicke, Ali Landry und Kevin Richardson.                                                  |
| Stunt 1: Ein 36 Stockwerke hohes Gebäude erklimmen. Stunt 2: Bedeckt von Schlangen, Würmern und Madagaskar-Fauchschaben liegen bleiben. Stunt 3: Aus einem Käfig unter Wasser entkommen. |           |                                                                |                  | |
| 20 | 11        | Bridge Hang; Uterus Skeeball; Cable Plate Walk                 | 11. März 2002    | 90-Minuten-Special. |
| Stunt 1: Unter einem Trapez unterhalb einer Brücke hängen. Stunt 2: Eine Gebärmutter eines Schweins essen. Stunt 3: Eine Brücke aus Drahtseilen und durchsichtigem Plexiglas überqueren. |           |                                                                |                  | |
| 21 | 12        | MTV Spring Break Edition                                       | 22. März 2002    | Teil des MTV-Spring Break-Programms. Halbstündige Episode.                                                                                            |
| Stunt 1: Badeanzüge in einem Jacuzzi voller toter Tintenfische wechseln.. Stunt 2: Einen speziellen Fear-Factor-Shake trinken. Stunt 3: Nach Ringen in einem Pool voller Wasserschlangen tauchen. |           |                                                                |                  | |
| 22 | 13        | Tunnel Swim; Eat Balut; Bike Plank                             | 25. März 2002    | – |
| Stunt 1: Schwimmen durch einen Unterwassertunnel. Stunt 2: Balut essen. Stunt 3: Mit dem Fahrrad über eine Planke zwischen zwei Gebäuden fahren. |           |                                                                |                  | |
| 23 | 14        | Helicopter Jump; Tarantula Torture Cell; Water Tube            | 8. Apr. 2002     | – |
| Stunt 1: Aus einem fliegenden Hubschrauber auf einen Stapel von Pappboxen springen. Stunt 2: Den Kopf in eine Box voller Taranteln stecken. Stunt 3: In einem Wassertank die Luft anhalten. |           |                                                                |                  | |
| 24 | 15        | Public Nudity; Eat Roaches; Chain Submerge                     | 15. Apr. 2002    | – |
| Stunt 1: Nackt vor Zuschauern stehen. Stunt 2: Madagaskar-Fauchschaben essen. Stunt 3: Sich von einer Kette an einem Zementblock befreien, der ins Wasser geworfen wird. |           |                                                                |                  | |
| 25 | 16        | Sky Surfing; Fear Factor Billiards; Container Jump             | 29. Apr. 2002    | Teilnehmer sind Zwillinge. |
| Stunt 1: Flaggen auf einer Aussichtsplattform 30 Meter über dem Ozean einsammeln. Stunt 2: Billiard-Spiel, bei dem der Verlierer einer Runde lebende Ameisen, Habaneros, Shiokara oder Tausendjährige Eier essen muss. Stunt 3: Springen von Schiffscontainer zu Schiffscontainer, die sich 20 Meter in der Luft befinden. |           |                                                                |                  | |
| 26 | 17        | Roof to Roof Jump; Fear Factor Spaghetti; Submerged Fuselag    | 6. Mai 2002      | – |
| Stunt 1: Vom Dach eines 10-stöckigen Gebäudes auf ein Nachbargebäude springen. Stunt 2: Bälle geronnen Bluts auf einem Teller voller Würmer finden und essen. Stunt 3: Aus einem Tank unter Wasser entkommen. |           |                                                                |                  | |
| 27 | 18        | Jet Climb; Inverted Fall (Championship - Part 1)               | 13. Mai 2002     | Die Gewinner der Staffel treten erneut gegeneinander an. Preisgeld: 100.000 Dollar.                                                                   |
| Stunt 1: Über Kopf hängend an einem Flugzeug muss eine Flagge aus einem verschlossenen Geschirr befreit werden. Stunt 2: Flaggen auf einem Hawker Siddeley Harrier einsammeln |           |                                                                |                  | |
| 28 | 19        | Swim with Gators; Buffet; Tanker Truck (Championship - Part 2) | 20. Mai 2002     | Die Gewinner der Staffel treten erneut gegeneinander an. Preisgeld: 100.000 Dollar. 90-Minuten-Folge.                                                 |
| Stunt 1: Schwimmen mit Alligatoren. Stunt 2: Best-of eines Ekelmahls aus den vorangegangenen Folgen. Stunt 3: Einen Schlüssel in einem Wassertank ertauchen und auf den Lastwagen klettern, um ein Horn ertönen zu lassen.                                                                                                 |           |                                                                |                  | |

### Staffel 3 (2002–2003)
| Nr. (ges.) | Nr. (St.) | Originaltitel                                                       | Erstausstrahlung | Regie              | Special |
| --- | --------- | ------------------------------------------------------------------- | ---------------- | ------------------ | --- |
| 29 | 1         | Big Foot; Snake Tank; Floor Drop                                    | 23. Sep. 2002    | J. Rupert Thompson | Celebrity-Special mit Keshia Knight Pulliam, Barry Williams, Natasha Henstridge, Penn & Teller, Gena Lee Nolin und Matt Cedeño. |
| Stunt 1: Die Kandidaten mussten ein Auto starten, bevor es von einem Monster Truck zerstört wurde. Stunt 2: Gegenstände aus einem Wassertank voller Schlangen herausnehmen. Stunt 3: Flaggen in einem Plexiglas-Behältnis einsammeln, bevor dieses zu Boden kracht.                               |           |                                                                     |                  |                    | |
| 30 | 2         | Counter Balance Beam; Weenie Roast; Swinging Rope Bridge            | 30. Sep. 2002    | J. Rupert Thompson | – |
| Stunt 1: Flaggen auf einer Meeresplattform einsammeln. Stunt 2: Tierpenisse essen. Stunt 3: Pendeln in 30 meter Höhe ausweichen. |           |                                                                     |                  |                    | |
| 31 | 3         | Traverse the Dam; Bee Headed; Water Coffin                          | 7. Okt. 2002     | J. Rupert Thompson | – |
| Stunt 1: Seiltanz über einem Wasserdamm. Stunt 2: Sich von 200.000 Bienen bedecken lassen. Stunt 3: Aus einer Kiste unter Wasser entfliehen. |           |                                                                     |                  |                    | |
| 32 | 4         | Stage Coach Drag; Fish Dinner; Pipe to Pipe to Pipe                 | 14. Okt. 2002    | J. Rupert Thompson | – |
| Stunt 1: Auf einen Container klettern, der von einem Zug gezogen wird.. Stunt 2: Fischsperma oder Lebertran trinken, Fischeier essen oder eine Kombination aller drei Zutaten. Stunt 3: Über rutschige Rohre balancieren.                                                                         |           |                                                                     |                  |                    | |
| 33 | 5         | Speedboat to Helicopter Ladder; Worm Transfer; Car Thru Building    | 21. Okt. 2002    | J. Rupert Thompson | – |
| Stunt 1: Eine Strickleiter eines Helikopters von einem Speedboat aus erklimmen. Stunt 2: Würmer im Mund transportieren. Stunt 3: Mit einem Auto durch die Wand eines Gebäudes fahren. |           |                                                                     |                  |                    | |
| 34 | 6         | Triple Beam Walk; Glass Walking; Magnetic Car Drop                  | 28. Okt. 2002    | J. Rupert Thompson | – |
| Stunt 1: Über verschiedene Planken in der Luft balancieren. Stunt 2: Auf Glasscherben gehen. Stunt 3: Auf dem Dach eines Autos stehen, das fallen gelassen wird. |           |                                                                     |                  |                    | |
| 35 | 7         | Burning Building; Scorpion Pit; RFeld1ting Climbing Wall            | 5. Nov. 2002     | J. Rupert Thompson | 90-Minuten-Special. |
| Stunt 1:Einen Dummy aus einem, brennenden Gebäude retten. Stunt 2: Von Skorpionen bedeckt liegen bleiben. Stunt 3: Sich an einer rotierenden Kletterwand festhalten. |           |                                                                     |                  |                    | |
| 36 | 8         | Helicopter Flag Snag; Slugs; Build-A-Bridge                         | 11. Nov. 2002    | J. Rupert Thompson | – |
| Stunt 1: EAus einem helikopter ins Wasser springen und anschließend schwimmen. Stunt 2: Lebende Schnecken essen und Kuhgallensaft trinken. Stunt 3: Eine Kabelbrücke mit drei bewegbaren Holzbarren überwinden.                                                                                   |           |                                                                     |                  |                    | |
| 37 | 9         | Dog Attack; Gas Chamber; Car Carrier Drive-Thru                     | 18. Nov. 2002    | J. Rupert Thompson | – |
| Stunt 1: Ein Labyrinth mit scharfen Hunden durchqueren. Stunt 2: So lange wie möglich in einem Raum bleiben, der mit Tränengas gefüllt wird. Stunt 3: Mit einem Auto auf einen fahrenden Autotransporter fahren.                                                                                  |           |                                                                     |                  |                    | |
| 38 | 10        | Drowning Closet; Ostrich Egg; Merry-Go-Round                        | 2. Dez. 2002     | J. Rupert Thompson | – |
| Stunt 1: Aus einem Trichter entkommen, der mit Wasser gefüllt wird. Stunt 2: Ein rohes Straußenei verzehren. Stunt 3: Über einen wackligen Querbalken zwischen zwei Gebäuden balancieren-. |           |                                                                     |                  |                    | |
| 39 | 11        | Scooter Plank; Deer Balls & 100 Year Old Egg Nog; Trapped Under Ice | 9. Dez. 2002     | J. Rupert Thompson | Weihnachts-Special. |
| Stunt 1: Mit einem Scooter über eine in der Luft schwebende Planke fahren. Stunt 2: Eggnog aus Tausendjährigen Eiern trinken. Stunt 3: Eine Zuckerstange aus einem mit Plexiglas verschlossenen Pool fischen.                                                                                     |           |                                                                     |                  |                    | |
| 40 | 12        | Inverted Helicopter; Horse Rectum; Sky Walker                       | 6. Jan. 2003     | J. Rupert Thompson | – |
| Stunt 1: Füße aus Ketten befreien, während man kopfüber an einem Hubschrauber hängt. Stunt 2: Einen Pferdehintern essen. Stunt 3: Schwebebalken in der Luft überqueren. |           |                                                                     |                  |                    | |
| 41 | 13        | Barrel Rolling; Rat Transfer; Car into Pond                         | 13. Jan. 2003    | J. Rupert Thompson | – |
| Stunt 1: Logrolling in der Luft. Stunt 2: Tote Ratten mit dem Mund transportieren. Stunt 3: Aus einem Auto entkommen, das in einen Swimming Pool gefahren wird. |           |                                                                     |                  |                    | |
| 42 | 14        | Spin Cycle; Breakfast of Champions; Stilt Walking                   | 20. Jan. 2003    | J. Rupert Thompson | – |
| Stunt 1: Ein sich drehendes Klettergerüst überwinden. Stunt 2: Ein Fear-Factor-Frühstück mit Balut, flüssiger Schweineleber und Seidenspinnenlarven in Sole. Stunt 3: Einen Schwebebalken mit Stelzen meistern.                                                                                   |           |                                                                     |                  |                    | |
| 43 | 15        | Ferris Wheel; Fear Factor Pizza; Water Platform                     | 27. Jan. 2003    | J. Rupert Thompson | Blizzard-Special. |
| Stunt 1: Über ein Fass in der Luft balancieren. Stunt 2: Spezielle Fear-Factor-Pizza mit Blutsoße, Schimmligen Käse, Würmern und Fischaugen. Stunt 3: Sich unterwasser aus Ketten befreien. |           |                                                                     |                  |                    | |
| 44 | 16        | Bobbing in Blood; Tomato Hornworms; Skunk Tunnel                    | 3. Feb. 2003     | J. Rupert Thompson | All-Gross-Special. |
| Stunt 1: In Kuhblut tauchen. Stunt 2: Raupen der Manduca quinquemaculatus essen. Stunt 3: Tote Stinktiere in einem Abwassertunnel aufsammeln. |           |                                                                     |                  |                    | |
| 45 | 17        | Vertical Two Square; Electric Eels; Helicopter Rodeo                | 4. Feb. 2003     | J. Rupert Thompson | Frauen-Special. |
| Stunt 1: Sich drehenden Hindernisparcours über Wasser überwinden. Stunt 2: Elektrische Aale mit der Hand transportieren. Stunt 3: Rodeo auf einem Fass, das von einem Hubschrauber gezogen wird.                                                                                                  |           |                                                                     |                  |                    | |
| 46 | 18        | Save Your Spouse; Roach Transfer; Couples Hang                      | 10. Feb. 2003    | J. Rupert Thompson | Paar-Special. |
| Stunt 1: Den Partner aus einem Unterwassertank befreien. Stunt 2: Madagaskar-Fauchschabe im Mund transportieren. Stunt 3: Männer müssen ihre Frauen kopfüber in der Luft festhalten. |           |                                                                     |                  |                    | |
| 47 | 19        | Flatbed to Flatbed; Worm Coffin; Tumbler                            | 17. Feb. 2003    | J. Rupert Thompson | – |
| Stunt 1: Springen von einem Pritschenwagen auf einen anderen. Stunt 2: Sich von einem Seil befreien, während man in Würmern liegt. Stunt 3: Sich drehnder Unterwasserparcours. |           |                                                                     |                  |                    | |
| 48 | 20        | Helicopter Boat Drag; Mechanical Bull Buffet; Window Washer         | 24. Feb. 2003    | J. Rupert Thompson | – |
| Stunt 1: Ein Seil an einem Hubschrauber hochklettern. Stunt 2: Kuhschnauze, Milz und Rückenmark essen. Stunt 3: Vorsprung eines Gebäudes überqueren. |           |                                                                     |                  |                    | |
| 49 | 21        | Helicopter Slalom; Piercing; Maggoty Cheese; Flag Snag              | 3. März 2003     | J. Rupert Thompson | 90-Minuten-Episode |
| Stunt 1: Kopfüber an einem Hubschrauber Flaggen einsammeln. Stunt 2: Nadeln in seinen Arm stecken lassen. Stunt 3: Stinkekäse mit maden essen. Stunt 4: Über einen Wimpelmast balancieren. |           |                                                                     |                  |                    | |
| 50 | 22        | Las Vegas Show                                                      | 10. März 2003    | J. Rupert Thompson | 90-Minuten-Episode in Las Vegas                                                                                                 |
| Stunt 1: Sich an Seilen schwingend über dem Fremont Street Experience bewegen. Stunt 2: An einem Spielautomaten erspielen wie viele Fisch-, Schaf- und Kuhaugen man essen muss. Stunt 3: Die Pyramide des Lucor-Hotels herunterrutschen. Die Hälfte des Gewinns beim Blackjack aufs Spiel setzen. |           |                                                                     |                  |                    | |
| 51 | 23        | Miss USA Edition                                                    | 24. März 2003    | J. Rupert Thompson | Teilnehmer der Miss USA |
| Stunt 1: Unterwasser die Luft anhalten. Stunt 2: Mus aus Würmern essen. Stunt 3: Auf einem Tankwagen balancieren |           |                                                                     |                  |                    | |
| 52 | 24        | Go Cart Chicken; Fear Factor Basketball; Water Rotisserie           | 7. Apr. 2003     | J. Rupert Thompson | – |
| Stunt 1: Go-Cart-Bahn in der Luft. Stunt 2: Gedämpfte Kakerlaken und Würmer essen. Stunt 3: Sich aus einer Kette befreien, während man mehrfach ins Wasser getunkt wird. |           |                                                                     |                  |                    | |
| 53 | 25        | Championship, Part I                                                | 28. Apr. 2003    | J. Rupert Thompson | Staffelfinale mit zwölf Teilnehmern, die um einen Mazda RX-8 kämpfen.                                                           |
| Stunt 1: Rennen über Plexiglas. Stunt 2: Eine Ziege mit dem Mund melken. Stunt 3: Sich aus einer Kette befreien, während man mehrfach ins Wasser getunkt wird. |           |                                                                     |                  |                    | |
| 54 | 26        | Championship, Part II                                               | 5. Mai 2003      | J. Rupert Thompson | Staffelfinale mit zwölf Teilnehmern, die um einen Mazda RX-8 kämpfen.                                                           |
| Stunt 1: Aus einem Hubschrauber springen und schwimmen. Stunt 2: Best-Of_Essen aus vergangenen Episoden. Stunt 3: Wimpel auf einer nassen-rutschigen Plattform mit Löchern einsammeln |           |                                                                     |                  |                    | |
| 55 | 27        | Championship, Part III                                              | 12. Mai 2003     | J. Rupert Thompson | Staffelfinale mit den letzten vier Teilnehmern, die um 100.000 US-Dollar kämpfen.                                               |
| Stunt 1: Schwimmen durch einen Tunnel mit eiskaltem Wasser. Stunt 2: Würmer, Kakerlaken und tote Ratten mit dem Mund transportieren. Stunt 3: Ein Auto von einem dreistöckigen Parkhaus stürzen.                                                                                                  |           |                                                                     |                  |                    | |

### Staffel 4 (2003–2004)
| Nr. (ges.) | Nr. (St.) | Originaltitel                                                                                               | Erstausstrahlung | Regie              | Special                                                                                          |
| --- | --------- | --- | ---------------- | ------------------ | ------------------------------------------------------------------------------------------------ |
| 56 | 1         | Extreme Monkey Bars; Ham and Eggs; Leech Coffin; Platform Swing; Swim With Chum; Quad Launch                | 22. Sep. 2003    | J. Rupert Thompson | Zwei-Stunden-Episode mit 6 Stunts um eine Million US-Dollar.                                     |
| Stunt 1: Klettergerüst an einem Hubschrauber überwinden. Stunt 2: Die Luft in einem Wassertank voller Blutegel anhalten. Stunt 3: Schweinzungen, rohe Straußeneier und Blutegel essen. Stunt 4: Flaggen über eine schwingende Plattform transportieren. Stunt 5: Stiefel aus einem Becken voller Fischinnereien fischen. Stunt 6: Einen ATV über eine Klippe fahren. |           | |                  |                    |                                                                                                  |
| 57 | 2         | Fear Factor Las Vegas, Part 1: Semi Circle Flag Snag; Feeding Frenzy W/ Piranhas; Roulette Spider Eating    | 29. Sep. 2003    | J. Rupert Thompson | Las-Vegas-Special über zwei Folgen; Hauptpreis: 100.000 US-Dollar                                |
| Stunt 1:Die Teilnehmer müssen um eine abgerundete Stange kriechen, die vom Dach des Mandalay Bay ragt. Stunt 2: Schwimmen in einem Wassertank voller Piranhas. Stunt 3: Eine Runde Roulette um einen Mazda RX-8, aber für die Spielchips müssen Geißelspinnen verspeist werden.                                                                                      |           | |                  |                    |                                                                                                  |
| 58 | 3         | Fear Factor Las Vegas, Part 2: Taxi Cab to Taxi Cab; Roach Coffin; Crain Money Grab; Blackjack Bet          | 6. Okt. 2003     | J. Rupert Thompson | Las-Vegas-Special über zwei Folgen                                                               |
| Stunt 1: Vom Dach eines nassen Taxis auf ein anderes springen. Stunt 2: Im Luxor aus einer Kiste voller Kakerlaken entkommen. Stunt 3:Flaggen einsammeln, während man in den Mandalay Bay getunkt wird, anschließend Blackjack um die Hälfte des Gewinns. |           | |                  |                    |                                                                                                  |
| 59 | 4         | Heli Crawl and Flag Grab; Maggoty Madness; Head on Pipe Ramp                                                | 13. Okt. 2003    | J. Rupert Thompson | –                                                                                                |
| Stunt 1: Flaggen einsammeln während man an einem Hubschrauber hängt. Stunt 2: Maden und Pferdehufe im Mund transportieren. Stunt 3: Ein anderes Auto mit einer Art Speer rammen. |           | |                  |                    |                                                                                                  |
| 60 | 5         | Heli Water Drag; Cow Eye Juice; Truck to Truck Transfer                                                     | 20. Okt. 2003    | J. Rupert Thompson | –                                                                                                |
| Stunt 1: An einem Hubschrauber hängend durch einen See gezogen werden. Stunt 2: Kuhaugen zerbeißen, in ein Glas spucken und anschließend trinken. Stunt 3: Zwischen zwei Lastwagen hin- und herspringen |           | |                  |                    |                                                                                                  |
| 61 | 6         | Halloween Fear Factor: Snake Tube; Goblets of Fire; Bobbing in Cow Eyes                                     | 27. Okt. 2003    | J. Rupert Thompson | Halloween-Special mit drei Ekel-Stunts                                                           |
| Stunt 1: Sich aus Handschellen in einem Tank voller Schlangen befreien. Stunt 2: Lebende Stinkekäfer essen. Stunt 3: Schweineherzen aus einem Fass voller Schleim und Kuhaugen fischen. |           | |                  |                    |                                                                                                  |
| 62 | 7         | Heli Dunk; Conveyor Belt; Human Hamster Wheel                                                               | 3. Nov. 2003     | J. Rupert Thompson | All-Female-Special.                                                                              |
| Stunt 1: Kopfüber an einem Hubschrauber hängend in einen See getunkt werden. Stunt 2: Würmer und Tierorgane mit dem Mund transportieren. Stunt 3: In einem Hamsterrad über Wasser laufen. |           | |                  |                    |                                                                                                  |
| 63 | 8         | Submerged Bus; Dirty Kitchen; Brain Surgery; Falling Beam Walk                                              | 4. Nov. 2003     | J. Rupert Thompson | 90-Minuten-Special mit vier Stunts.                                                              |
| Stunt 1: Einen Dummy aus einem sinkenden Bus retten. Stunt 2: Kakerlaken mit dem Mund aufnehmen, anschließend drinken vergorener Milch und Kuhgedärme. Stunt 3: Plastikchips aus Kuhgehirnen mit dem Mund entfernen. Stunt 4: Zwischen zwei gebäuden auf Vorsprüngen balancieren, die einstürzen.                                                                    |           | |                  |                    |                                                                                                  |
| 64 | 9         | Water Sack; Beetle Roach & Worm Transfer; Spinning Ledge                                                    | 10. Nov. 2003    | J. Rupert Thompson | –                                                                                                |
| Stunt 1: Unter Wasser aus einem leichensack entkommen. Stunt 2: Kopfüberhängend Kakerlaken und Tausendfüßler mit dem Mund aus einer Box voller Würmer fischen. Stunt 3: Flaggen aus einer schwingenden Konstruktion einsammeln. |           | |                  |                    |                                                                                                  |
| 65 | 10        | Truck to Helicopter; Table Clearing; Under the Semi                                                         | 17. Nov. 2003    | J. Rupert Thompson | –                                                                                                |
| Stunt 1: Eine Strickleiter an einem Hubschrauber erklimmen. Stunt 2: Codes für das Türschloss mit dem Mund aus einem Bottich voller Würmer und Tierorgane fischen. Stunt 3: Ein Auto unter einen Lastwagen fahren. |           | |                  |                    |                                                                                                  |
| 66 | 11        | Family Fear Factor: Boat Raft Leap Frog; Family Tunnel; Worm Head; Suspended Water Tube                     | 24. Nov. 2003    | J. Rupert Thompson | 90-Minuten-Familien-Special                                                                      |
| Stunt 1: Auf Flöße springen, die von einem Speedboat gezogen werden. Stunt 2: Kuhzungen mit dem Mund durch einen Tunnel voller Schmalz transportieren. Stunt 3: Die Kinder werden von Würmern bedeckt und die Eltern müssen die Würmer mit dem Mund entfernen. Stunt 4: Hindernisparcours über Wasser.                                                               |           | |                  |                    |                                                                                                  |
| 67 | 12        | Boat to Boat Transfer; Worm Wine; Matrix Truck Straddle                                                     | 1. Dez. 2003     | J. Rupert Thompson | –                                                                                                |
| Stunt 1: Hin- und Herspringen zwischen zwei Speedboats. Stunt 2: Würmer mit den Füßen zertrampeln und ihren Saft trinken. Stunt 3: Zwischen zwei Lastwagen entlanghangeln. |           | |                  |                    |                                                                                                  |
| 68 | 13        | Cable Surfing; Gift Exchange; Lake O' Fire                                                                  | 8. Dez. 2003     | J. Rupert Thompson | Weihnachtsspecial                                                                                |
| Stunt 1: Auf einem nassen Schlitten festhalten. Stunt 2: Den Inhalt einer Geschenkbox verzehren, unter anderem Großlibellen, verrottenden Tintenfisch, Würmersaft oder Tausendjährige Eier. Stunt 3: Unter einem brennenden See schwimmen. |           | |                  |                    |                                                                                                  |
| 69 | 14        | Fear Factor Twins (II): Dual Helicopter Box Drop; Bee Escape; Submerged Car Rescue                          | 5. Jan. 2004     | J. Rupert Thompson | Zwillings-Special                                                                                |
| Stunt 1: Von einem Hubschrauber auf einen Stapel Pakete springen. Stunt 2: Ein Zwilling wird mit Bienen überhäuft, sein Partner muss einen Schlüssel finden, der ihn befreit. Stunt 3: Aus einem versinkenden Auto entkommen. |           | |                  |                    |                                                                                                  |
| 70 | 15        | Couples Fear Factor (Part 1): Dune Buggy Drag; Bury Spouses Head; Heli Drop and Raft Pull                   | 12. Jan. 2004    | J. Rupert Thompson | Paar-Special über sieben Tage für Sachpreise und einen Hauptpreis von einer Million.             |
| Stunt 1: Hinter Wüstenbuggys hergezogen werden. Stunt 2: Den Kopf seines Partners per Mund mit Würmern bedecken. Stunt 3: Aus einem Hubschrauber springen und mit einem Kayak an Land gelangen. |           | |                  |                    |                                                                                                  |
| 71 | 16        | Couples Fear Factor (Part 2): Couples Chain Submerge; Sewer Transfer                                        | 19. Jan. 2004    | J. Rupert Thompson | Paar-Special über sieben Tage für Sachpreise und einen Hauptpreis von einer Million.             |
| Stunt 1: Sich gegenseitig Unterwasser von Ketten befreien. Stunt 2: Kuhherzen aus einem Bottich voller Tierorgane holen. |           | |                  |                    |                                                                                                  |
| 72 | 17        | Couples Fear Factor (Part 3): Spouse Spin; Fear Factor Pie                                                  | 19. Jan. 2004    | J. Rupert Thompson | Paar-Special über sieben Tage für Sachpreise und einen Hauptpreis von einer Million.             |
| Stunt 1: Die Paare werden aneinandergekettet und müssen sich an einem Spinnträger festhalten. Stunt 2: Münzen in einem Ekelkuchen finden. |           | |                  |                    |                                                                                                  |
| 73 | 18        | Couples Fear Factor (Part 4): Gross Dunk Tank; Heli Spouse Slalom                                           | 26. Jan. 2004    | J. Rupert Thompson | Paar-Special über sieben Tage für Sachpreise und einen Hauptpreis von einer Million.             |
| Stunt 1: Kuhschwänze in einem Wassertank voller Organe finden. Stunt 2: Flaggen von Bojen aufsammeln, während man kopfüber an einem Helikopter hängt. |           | |                  |                    |                                                                                                  |
| 74 | 19        | Couples Fear Factor (Part 5): Heli Spouse Rescue; Dumpster Dive                                             | 2. Feb. 2004     | J. Rupert Thompson | Paar-Special über sieben Tage für Sachpreise und einen Hauptpreis von einer Million.             |
| Stunt 1: Die Frauen werden in einem Käfig angekettet, der an einem Hubschrauber hängt. Der Partner muss ein Seil erklimmen, um seinen Partner zu retten. Stunt 2: Die Männer tauchen in einen Abwassertank nach Kanistern voller Kuh- und Schweinegedärme, die die Frauen verzehren müssen.                                                                          |           | |                  |                    |                                                                                                  |
| 75 | 20        | Couples Fear Factor (Part 6): Lean and Grab; Bobbing in Rats; Hog Tied Mate                                 | 9. Feb. 2004     | J. Rupert Thompson | Paar-Special über sieben Tage für Sachpreise und einen Hauptpreis von einer Million.             |
| Stunt 1: Flaggen an einer Konstruktion einsammeln. Stunt 2: Die Frauen liegen in toten Ratten und Hühnerfüßen und werden von ihren Männern davon per Mund befreit. Stunt 3: Die Frauen müssen aus einer Box befreit werden, indem die Männer in einen Pool tauchen um ein Seil durchzuschneiden. Nach der Befreiung fallen die Frauen kopfüber ins Wasser.           |           | |                  |                    |                                                                                                  |
| 76 | 21        | Couples Fear Factor (Part 7): Back Seat Driver; Save Your Spouse in Spiders; Heli Boat Jump and Plunge      | 16. Feb. 2004    | J. Rupert Thompson | Paar-Special über sieben Tage für Sachpreise und einen Hauptpreis von einer Million.             |
| Stunt 1: Ein Partner bekommt die Augen verbunden. Der andere muss ihn lotsen, um mit dem Auto auf einen Anhänger zu fahren. Stunt 2: Die Frauen werden in eine Box von Taranteln gesperrt und die Männer üssen sie retten. Stunt 3: Die Frauen springen aus einem Speedboat, die Männer von einem Hubschrauber.                                                      |           | |                  |                    |                                                                                                  |
| 77 | 22        | Helicopter Crawl and Rope Slide; Suspended Floor Drop; Intestine Chew, Milk and Chug; Mini Motorcycle Plank | 17. Feb. 2004    | J. Rupert Thompson | 90-Minuten-Episode mit vier Stunts                                                               |
| Stunt 1: Ein von einem Hubschrauber gezogenes Netz überqueren, an einem Seil ins Waser gleiten. Stunt 2: Wimpel über eine einstürzende Plattform transportieren. Stunt 3: Saft aus Kuhgedärmen saugen und trinken Stunt 4: Mit einem Minibike über eine Planke fahren.                                                                                               |           | |                  |                    |                                                                                                  |
| 78 | 23        | Heli Flag Snag; Fondue Party; Eel Hang; Two Wheel Truck Ramp                                                | 23. Feb. 2004    | J. Rupert Thompson | 90-Minuten-Episode mit vier Stunts                                                               |
| Stunt 1: Über eine Wimpelstange, die von einem Hubschrauber getragen wird, klettern. Stunt 2: Aus einem stinkenden Fondue mit Schimmelkäse Heuschrecken befreien und essen. Stunt 3: Autoschlüssel aus einem Tanbk von elektrischen Aalen fischen dür einen Mazdaspeed MX-5. Stunt 4: Mit zwei Rädern auf einen Anhänger fahren.                                     |           | |                  |                    |                                                                                                  |
| 79 | 24        | Tube Escape; Box of Reptiles; Hurricane Slide                                                               | 1. März 2004     | J. Rupert Thompson | All-Female_Special                                                                               |
| Stunt 1: Aus einem Plastikschlauch unter Wasser entkommen. Stunt 2: Magnete bewegen, während man in einer Box voller Schlangen und Echsen sitzt. Stunt 3: Durch einen Plexiglastunnel kriechen, während Wind und Regen in den Tunnel geblasen wird. |           | |                  |                    |                                                                                                  |
| 80 | 25        | Siblings Fear Factor; Tumbler Transfer; Grab and Grind; Tanker Truck Flag Build                             | 8. März 2004     | J. Rupert Thompson | Geschwister-Special                                                                              |
| Stunt 1: Eine sich drehende Konstruktion überwinden. Stunt 2: Käfer in einen Fleischwolf spucken und die zerkleinerten Käfer im Mund transportieren. Stunt 3: Eine Fahne ertauchen, während der andere diese auf einen Lastwagen anbringt. |           | |                  |                    |                                                                                                  |
| 81 | 26        | Twirling Misery; Eat Live Snails; Car Jump out of Back of Semi"                                             | 15. März 2004    | J. Rupert Thompson | –                                                                                                |
| Stunt 1: Sich an einer sich drehenden Box ohne Boden festhalten. Stunt 2: Lebende Schnecken essen. Stunt 3: Mit einem Auto von einem Laster springen. |           | |                  |                    |                                                                                                  |
| 82 | 27        | Extreme Building Plunge; Bug Windshield; Rotating Beam to Platform                                          | 22. März 2004    | J. Rupert Thompson | –                                                                                                |
| Stunt 1: Wimpel sammeln während man ein Hochhaus hinunterstürzt. Stunt 2: Käfer von einer Frontscheibe lecken. Stunt 3: Von einer Plattform auf einen Schwebebalken springen. |           | |                  |                    |                                                                                                  |
| 83 | 28        | Tunnel Flag Snag; Potato Bug Bazooka; Tractor Car Roll                                                      | 5. Apr. 2004     | J. Rupert Thompson | –                                                                                                |
| Stunt 1: Auf einem Tankwagen stehen und Wimpel in einem Tunnel sammeln. Stunt 2: Kartoffelkäfer essen. Stunt 3: Ein Auto zünden, bevor es von einem Bulldozer von einer Klippe geworfen wird. |           | |                  |                    |                                                                                                  |
| 84 | 29        | Miss USA Fear Factor (II): Murphy Bed Transfer; Fear Factor Miniature Golf; Heli Bar Hang                   | 12. Apr. 2004    | J. Rupert Thompson | Miss-USA-Special                                                                                 |
| Stunt 1: Wimpel auf einer wacklige Konstruktion einsammeln. Stunt 2: Seegurken essen. Stunt 3: An einem Trapez hängen, das von einem Hubschrauber gehalten wird. |           | |                  |                    |                                                                                                  |
| 85 | 30        | Team Transfer; Hagfish Transfer; Cable Stand                                                                | 19. Apr. 2004    | J. Rupert Thompson | Sleep-Deprivation-Episode: Die Paarteams werden 48 Stunden vor den Stunts am Schlafen gehindert. |
| Stunt 1: Die Männer hängen an einem Seilzug und müssen die Frauen halten, die Wimpel transportieren. Stunt 2: Die Teams müssen in Schleimaalen liegen. Stunt 3: Auf einem kabel balancieren. |           | |                  |                    |                                                                                                  |
| 86 | 31        | Bound in Chains; Get the Gator; Heli Rope Transfer                                                          | 26. Apr. 2004    | J. Rupert Thompson | All-Female-Model-Special.                                                                        |
| Stunt 1: Sich aus einer Gewichtsweste unter Wasser befreien. Stunt 2:Sumpf-Hindernislauf mit Alligatoren. Stunt 3: An Seilen unterhalb eines Hubschraubers schwingen. |           | |                  |                    |                                                                                                  |
| 87 | 32        | Dual Heli Beam Walk; Fly Shake; Hop the Train                                                               | 3. Mai 2004      | J. Rupert Thompson | Second-Chance-Episode: Sechs Teilnehmer aus vorigen Folgen.                                      |
| Stunt 1: Einen Balken zwischen zwei Hubschraubern überqueren. Stunt 2: Maden - und Fliegensaft trinken. Stunt 3: Ein Auto von einem fahrenden Zug fahren. |           | |                  |                    |                                                                                                  |
| 88 | 33        | Underwater Tumbler; Bug Body Bag; Dual Heli Wall                                                            | 10. Mai 2004     | J. Rupert Thompson | All-Female-Special                                                                               |
| Stunt 1: Aus einem Unterwasserbecher entkommen. Stunt 2: Aus einem Leichensack voller Käfer entkommen. Stunt 3: Ein Seil unter einem Hubschrauber erklimmen. |           | |                  |                    |                                                                                                  |
| 89 | 34        | Family Beam Walk; Family of Roaches; Kid-A-Pult                                                             | 17. Mai 2004     | J. Rupert Thompson | Familienspecial                                                                                  |
| Stunt 1: Wimpel von einem Hindernisparcours entfernen. Stunt 2: Mit dem Mund die Kinder von Kakerlaken befreien. Stunt 3: Die Eltern müssen aus einem Speedboat springen um ihre Kinder per Katapult ins Wasser zu befördern. |           | |                  |                    |                                                                                                  |

### Staffel 5 (2004–2005)
| Nr. (ges.) | Nr. (St.) | Originaltitel                                                                                                 | Erstausstrahlung | Regie              | Special |
| --- | --------- | --- | ---------------- | ------------------ | --- |
| 90 | 1         | Couples Reunion: Separating Platform Transfer; Underwater Cage Escape; Siphon Dump Transfer; Jet Ski Launch   | 30. Aug. 2004    | J. Rupert Thompson | Teilnehmer waren Paare aus vergangenen Folgen in einer 90-Minuten-Episode. |
| Stunt 1: Wimpel zwischen zwei Plattformen transportieren. Stunt 2: Aus einem Unterwasserkäfig entkommen. Stunt 3: Tintenfischtinte mit dem Mund transportieren. Stunt 4: Mit einem Jetski von einem Gebäude springen.                                                                                               |           | |                  |                    | |
| 91 | 2         | Favorite Winners: Bike Plank Btw Box Trailers; Tomato Horn Worm Juice; Teeter Totter                          | 6. Sep. 2004     | J. Rupert Thompson | Teilnehmer waren Gewinner voriger Folgen. |
| Stunt 1: Mit einem Fahrrad über eine Planke zwischen zwei Lastwagen. Stunt 2: Larven der Manduca quinquemaculatus mit dem Mund ausdrücken und den Saft trinken. Stunt 3: Über eine Wippe in der Luft balancieren.                                                                                                   |           | |                  |                    | |
| 92 | 3         | Couples (II): Underwater Limo Escape; Gross Blow Tube; Car Building Couples Rescue                            | 13. Sep. 2004    | J. Rupert Thompson | Paar-Special |
| Stunt 1: Einen Partner aus einer Limousine unter Wasser befreien. Stunt 2: Mit dem Mund Fischgedärme, Kakerlaken und Käfer transportieren. Stunt 3: Aus einem Auto entkommen, das über einem Gebäude schwebt. |           | |                  |                    | |
| 93 | 4         | Jet Ski to Float Plane; Eel Helmet; Donkey Kong                                                               | 20. Sep. 2004    | J. Rupert Thompson | – |
| Stunt 1: Über eine Segelflugzeug klettern. Stunt 2: Den Kopf aus einer Box voller AAle befreien. Stunt 3: Wimpel aus einer dreistöckigen Konstruktion sammeln, |           | |                  |                    | |
| 94 | 5         | Best Friends: Underwater Safe Save; Tongue Bob and Transfer; Truck Car Ramp                                   | 27. Sep. 2004    | J. Rupert Thompson | Best-Friends-Special |
| Stunt 1: Aus einer Unterwasserbox entkommen. Stunt 2: Kuhzungen aus Schmalz und Fischöl fischen. Stunt 3: Ein Partner fährt einen Autotransporter, der andere fährt mit dem Auto darauf. |           | |                  |                    | |
| 95 | 6         | Babes, Bikinis and The Roadkill Café: Heli Platform Escape; Road Kill Cafe; Norb Dizzy Platform Game          | 4. Okt. 2004     | J. Rupert Thompson | All-Female-Episode |
| Stunt 1: Von einer Plattform springen, die an einem Hubschrauber hängt. Stunt 2: Fleisch mit Maden essen. Stunt 3: Über sich bewegende Planken springen. |           | |                  |                    | |
| 96 | 7         | Rolling Flag Snag; Sand Crab Panning; Suspended Car Rotisserie                                                | 11. Okt. 2004    | J. Rupert Thompson | – |
| Stunt 1: Fahnenstangen zwischen zwei Trucks entlangklettern. Stunt 2: Sandkrabben aus dem Ozean fischen und essen. Stunt 3: Wimpel auf einem sich drehenden Auto sammeln. |           | |                  |                    | |
| 97 | 8         | Water Paddle; Fear Factor Bar; Heli Surfing                                                                   | 18. Okt. 2004    | J. Rupert Thompson | – |
| Stunt 1: Sich von einem Rad befreien, das immer wieder ins Wasser getunkt wird. Stunt 2: Shots mit Käfersaft und Fischaugen trinken. Stunt 3: Auf einem Surfboard balancieren, der von einem Hubschrauber gezogen wird.                                                                                             |           | |                  |                    | |
| 98 | 9         | Halloween Fear Factor (II): Tesla Coil Beam; Witches Brew; Bug Tumbler                                        | 25. Okt. 2004    | J. Rupert Thompson | Halloween-Special |
| Stunt 1: Schwebebalken überqueren, der mit Strom versetzt wird. Stunt 2: Hexensaft trinken, der Teile von Taranteln, Skorpionen und Käfern. Stunt 3: Aus einem fass voller Käfer entkommen. |           | |                  |                    | |
| 99 | 10        | Siblings Fear Factor (II): Dual Heli Disc; Spider Head Game; Sinking Counter Balance                          | 1. Nov. 2004     | J. Rupert Thompson | Geschwister-Special |
| Stunt 1: Sich von einer drehenden Plattform befreien. Stunt 2: Den Kopf aus einer Kiste voller Spinnen befreien. Stunt 3: Gewichte von einer Plattform schmeißen, an die man gekettet ist. |           | |                  |                    | |
| 100 | 11        | New York 100th Episode: Tram Cargo Net Climb; Rat Stew; Suspended Heli Wall                                   | 8. Nov. 2004     | J. Rupert Thompson | Jubiläums-Episode in New York City |
| Stunt 1: Unter einer Roosevelt Island Tram durchklettern. Stunt 2: Ratte am Time Square verspeisen. Stunt 3: Kletterwand an der Freiheitsstatue hochklettern. |           | |                  |                    | |
| 101 | 12        | Models Fear Factor: Extreme Heli Rings; Bug Ropes; Inverted Vacuum                                            | 15. Nov. 2004    | J. Rupert Thompson | Weibliche und männliche Models als Teilnehmer. |
| Stunt 1: An Ringen, die an einem Hubschrauber befestigt sind, schwingen. Stunt 2: Käfer mit dem Mund von einem Fliegenfänger befreien. Stunt 3: Sich aus einem Unterwassertank befreien. |           | |                  |                    | |
| 102 | 13        | Thanksgiving Fear Factor: Dingy Net Drag; Turkey Feast; Walk the Plank; Under Boat Flag Grab                  | 22. Nov. 2004    | J. Rupert Thompson | Thanksgiving-Special über zwei Stunden. |
| Stunt 1: Ein Schleppnetz das von einem Schiff gezogen wird hochklettern. Stunt 2: Thanksgiving-Festmahl aus Schafshirn und Maden. Stunt 3: Eine Planke eines Schiffes herunterspringen und sich von einem Gewicht befreien. Stunt 4: Wimpel unter einem Schiff einsammeln.                                          |           | |                  |                    | |
| 103 | 14        | Best Friends (II): Submerged Tubes; Blind Leech Wall; Suspended Log Rolling                                   | 29. Nov. 2004    | J. Rupert Thompson | Best-Friends-Special |
| Stunt 1: Durch einen Unterwassertunnel schwimmen. Stunt 2: Tausendfüssler per Mund transportieren. Stunt 3: Logrolling in der Luft. |           | |                  |                    | |
| 104 | 15        | Christmas Fear Factor (III): Sinking Room Escape; Santa's Worst Nightmare; Pipe Ramp Roof Slide               | 6. Dez. 2004     | J. Rupert Thompson | Weihnachtsspecial |
| Stunt 1: Wimpel aus einem unter Wasser gesetzten Wohnzimmer befreien. Stunt 2: Geschenke in einem Raum voller Kampfhunde transportieren. Stunt 3: Mit einem Auto in Plastikschneemänner fahren. |           | |                  |                    | |
| 105 | 16        | Couples Fear Factor II (Part 1): Heli Couples Hang; Tuna Transfer                                             | 3. Jan. 2005     | J. Rupert Thompson | Paar-Special über sieben Tage für Sachpreise und einen Hauptpreis von einer Million. |
| Stunt 1: Männer und Frauen müssen sich an einem Hubschrauber gegenseitig festhalten. Stunt 2: Thunfisch transportieren und Fischinnereien essen. |           | |                  |                    | |
| 72 | 17        | Couples Fear Factor II (Part 2): Gross Catapult; Double Eat and Yank                                          | 10. Jan. 2005    | J. Rupert Thompson | Paar-Special über sieben Tage für Sachpreise und einen Hauptpreis von einer Million. |
| Stunt 1: In einem Sumpf müssen die Männer den Frauen Kuhmägen zuwerfen.. Stunt 2: Zunächst Balut essen, dann von einem Gebäude geworfen werden. |           | |                  |                    | |
| 107 | 18        | Couples Fear Factor II (Part 3): Blind Driving Race to Truck; Double Tunnel Flush                             | 17. Jan. 2005    | J. Rupert Thompson | Paar-Special über sieben Tage für Sachpreise und einen Hauptpreis von einer Million. |
| Stunt 1: Ein Partner bekommt die Augen verbunden. Der andere muss ihn lotsen, um mit dem Auto auf einen Anhänger zu fahren. Stunt 2: Die Frauen müssen die Männer aus einem Abwassertunnel befreien. |           | |                  |                    | |
| 108 | 19        | Couples Fear Factor II (Part 4): Blockhead; Weighted Ski Boot                                                 | 24. Jan. 2005    | J. Rupert Thompson | Paar-Special über sieben Tage für Sachpreise und einen Hauptpreis von einer Million. |
| Stunt 1: Den Kopf aus einer kiste voller Schlangen und Taranteln befreien. Stunt 2: Die Partner werden ins Wasser geschmissen und müssen sich von Ketten befreien. |           | |                  |                    | |
| 109 | 20        | Couples Fear Factor II (Part 5): FF Triathlon; Electric Maze                                                  | 31. Jan. 2005    | J. Rupert Thompson | Paar-Special über sieben Tage für Sachpreise und einen Hauptpreis von einer Million. |
| Stunt 1: Schwimmwettkampf. Stunt 2: Die Partner müssen mit Handschellen aneinander gefesselt durch einen Tunnel mit elektrischen Kabeln rennen. |           | |                  |                    | |
| 110 | 21        | Couples Fear Factor II (Part 6): Gross Gorge; Train Lean and Grab                                             | 7. Feb. 2005     | J. Rupert Thompson | Paar-Special über sieben Tage für Sachpreise und einen Hauptpreis von einer Million. |
| Stunt 1: Esswettbewerb mit Käfern und Tierinnereien. Stunt 2: Eine Planke überwinden und Wimpel einsammeln. |           | |                  |                    | |
| 111 | 22        | Couples Fear Factor II (Part 7): Bullfrog Coffin; Boat Heli Truck Car Jump                                    | 14. Feb. 2005    | J. Rupert Thompson | Paar-Special über sieben Tage für Sachpreise und einen Hauptpreis von einer Million. |
| Stunt 1: Die Frauen müssen aus einer Kiste von Fröschen befreit werden. Anschließend muss das Paar einen zermatschten Frosch trinken. Stunt 2: Von einem Speedbpoat in einen Hubschrauber umsteigen. Mit dem Hubschrauber wird auf einem Laster gelandet, anschließend fährt das Paar vom Lastwagen mit einem Auto. |           | |                  |                    | |
| 112 | 23        | Las Vegas Teams: Houdini Hang W/ Car Slide and Pyro; FF Cocktail Poker; Rope Traverse and Toss; Blackjack Bet | 21. Feb. 2005    | J. Rupert Thompson | Las-Vegas-Special |
| Stunt 1: Sprung mit dem Auto über eine brennende Rampe. Stunt 2: Ekel-Cocktails im Excalibur Hotel mit anschließenden Poker-Spiel. Stunt 3: Seilkonstruktion an der decke des Mandalay Bay überwinden. Anschließendes Blackjack-Spiel.                                                                              |           | |                  |                    | |
| 113 | 24        | Reality Stars: Heli Rope Transfer; Gross Obstacle Course; Tumbler Cage; Up and Over Car Ramp                  | 7. März 2005     | J. Rupert Thompson | Teilnehmer sind Reality-Stars: Omarosa aus The Apprentice, Ethan Zohn und Jenna Morasca aus Survivor, Nikki MxKibbin aus American Idol, Reichen Lehmkuhl aus The Amazing Race und Ryan Sutter aus The Bachelorette. |
| Stunt 1: Ans einem Seil zwischen zwei Hubschraubern entlanghangeln. Stunt 2: Hindernisparcours mit Schlangen und Würmern. Stunt 3: Aus einem Unterwasserkäfig befreien. Stunt 4: Über eine Rampe fahren. |           | |                  |                    | |
| 114 | 25        | Fear Factor Twins (III): Helicopter Dual Drop; Cattle Trench; Yo-Yo Tank; Semi to Tanker Truck                | 7. März 2005     | J. Rupert Thompson | Zwillings-Special |
| Stunt 1: Aus einem Hubschrauber bringen. Stunt 2: Verrottetes Fleisch zermahlen und trinken. Stunt 3: Wimpel Unterwasser erschwimmen. Stunt 4: Den Partner aus einem Wassertank retten. |           | |                  |                    | |
| 115 | 26        | Tarzan Semi to Semi; Fear Factor Donut Shop; Falling Beam Maze                                                | 28. März 2005    | J. Rupert Thompson | – |
| Stunt 1: Mit einem Seil von Truck zu Truck springen und Wimpel einsammeln. Stunt 2: Vergorene Milch trinken und Donuts mit Würmern, Käfer geronnenen Blut und Tintenfischen. Stunt 3: Labyrinth mit Planken durchqueren.                                                                                            |           | |                  |                    | |
| 116 | 27        | Miss USA Fear Factor (III): Water Beam; Triple Dump Tunnel; Cargo Net Box                                     | 11. Apr. 2005    | J. Rupert Thompson | Miss-USA-Special |
| Stunt 1: Planken zwischen zwei Wasserjets überwinden. Stunt 2: Einen Tunnel mit Fischgedärm, Öl und Würmern überwinden. Stunt 3: Aus einem Netz unter einem Hubschrauber befreien. |           | |                  |                    | |
| 117 | 28        | Submerged Car Rotisserie; FF Sushi Bar; Wall Sweeper                                                          | 25. Apr. 2005    | J. Rupert Thompson | – |
| Stunt 1: Aus einem versenkten Auto, das rotiert, entkommen. Stunt 2: Fear-Factor-Sushi aus Käfern, Würmern, verrottendem Fisch und Tintenfisch. Stunt 3: Wimpel sammeln auf einem Schwebebalken. |           | |                  |                    | |
| 118 | 29        | Best Friends (III): Shower Beam; Sausage Fest; Dual Pipe Ramp                                                 | 2. Mai 2005      | J. Rupert Thompson | Best-Friends-Special |
| Stunt 1: Einen Schwebebalken überwinden, während man mit Wasserkanonen beschossen wird. Stunt 2: Würste aus Würmern, Tausendfüßlern, schlechtem Fisch und Augen essen. Stunt 3: Zwei Autos gegeneinander crashen lassen.                                                                                            |           | |                  |                    | |
| 119 | 30        | NY vs LA: Heli Repel; Meat Locker; Mud Trough                                                                 | 9. Mai 2005      | J. Rupert Thompson | Teilnehmer aus New York und Los Angeles treten gegeneinander an. |
| Mehrere Hindernisparcours. |           | |                  |                    | |
| 120 | 31        | Newlyweds: Dual Blade Wall and Heli Rope Climb; FF Wedding Toast; Couples Car Into Lagoon                     | 23. Mai 2005     | J. Rupert Thompson | Universal Orlando Resort-Special |
| Stunt 1: Schwimmevent, bei dem die Teilnehmer von Wasserjets gezogen werden und Seile an Hubschraubern hochklettern. Stunt 2: Käfer und Tieraugen mit dem Mund zerdrücken und den Saft trinken, Stunt 3: Aus einem Auto entkommen, bevor es in eine Lagune gefahren wird.                                           |           | |                  |                    | |

### Staffel 6 (2005–2006)
Mit Staffel 6 kamen sogenannte „Home Invasion“-Segmente hinzu, bei denen Rogan Familien in den Vereinigten Staaten besuchte und einzelne Ekelaufgaben mit Geldgewinnen stellte.
| Nr. (ges.) | Nr. (St.) | Originaltitel | Erstausstrahlung | Regie              | Special |
| --- | --------- | --- | ---------------- | ------------------ | --- |
| 121 | 1         | Heist Fear Factor: Sikorsky Cargo Net; Tunnel Escape; Armored Car W/ Water                                          | 6. Dez. 2005     | J. Rupert Thompson | Heist-Special, 90 Minuten |
| Stunt 1: Aus einem Hubschrauber aussteigen und Wimpel auf einem Transportnetz einsammeln. Stunt 2: Durch einen Tunnel kriechen, der Ratten, Taranteln, Abwasser und Feuer enthält. Stunt 3: Eine Million Dollar in Gold aus einem gepanzerten Wagen stehlen. Home Invasion: Schlüssel aus einer Box voller Schlangen ziehen. |           | |                  |                    | |
| 122 | 2         | Blind Date Fear Factor: Flying Boat Flag Snag; Crab Dump Escape; Dual Ice Bo                                        | 13. Dez. 2005    | J. Rupert Thompson | Teams werden in dieser 90-Minute-Episode nach dem Zufallsprinzip zusammengewürfelt. |
| Stunt 1: Wimpel auf der Unterseite eines Bootes, das von einem Hubschrauber gezogen wird, einsammeln. Stunt 2: Aus einem Tank mit kaltem Wasser und Riesenkrabben entkommen. Stunt 3: Heringe in einer Eisbox transportieren, bevor der Boden einstürzt. Home-Invasion: Tintenfische im Mund behalten. |           | |                  |                    | |
| 123 | 3         | Teams: Crane Cannon Launch; Trash Can Scavenger Hunt; Heli Body Drag                                                | 27. Dez. 2005    | J. Rupert Thompson | – |
| Stunt 1: Menschliche Kanonenkugel. Stunt 2: Gegenstände aus einem Fass voll Öl, Schmutz und Fischabfällen fischen. Stunt 3: Von einem Hubschrauber über Pflastersteine gezogen werden. Home Invasion: Wurmsaft trinken. |           | |                  |                    | |
| 124 | 4         | Psycho Fear Factor (Part 1): Buried Alive; Snake Water Escape                                                       | 3. Jan. 2006     | J. Rupert Thompson | Psycho-Special über drei Tage, bei denen die Teilnehmer im Bates Motel (bekannt aus Psycho) schlafen müssen. |
| Stunt 1: Die Frauen werden in einem Sarg mit Ratten und Würmern bedeckt. Die Männer müssen sie ausgraben. Stunt 2: Entkommen aus einem Wassertank mit Schlangen. Home Invasion: Tintenfisch aus einem mit Tinte gefüllten Behältnis fischen. |           | |                  |                    | |
| 125 | 5         | Psycho Fear Factor (Part 2): Psycho Shower Rescue; Hearse Slide                                                     | 10. Jan. 2006    | J. Rupert Thompson | Psycho-Special über drei Tage, bei denen die Teilnehmer im Bates Motel (bekannt aus Psycho) schlafen müssen. |
| Stunt 1: Die Frauen aus einer Dusche voller Blut befreien. Stunt 2: Straßenrodeln mit Leichenwagen um Wimpel. Home Invasion: Lebende Schnecken essen. |           | |                  |                    | |
| 126 | 6         | Psycho Fear Factor (Part 3): Eat Camel Spiders; Exploding Room                                                      | 17. Jan. 2006    | J. Rupert Thompson | Psycho-Special über drei Tage, bei denen die Teilnehmer im Bates Motel (bekannt aus Psycho) schlafen müssen. |
| Stunt 1: Kakerlaken fangen. Stunt 2: Kamelspinnen essen. Stunt 3: EinZimmer in die Luft sprengen. Home Invasion: Shots mit ekligen Zutaten trinken. |           | |                  |                    | |
| 127 | 7         | Teams #2: Heli Platform to Platform Jump; Barber Shop; Container Launch                                             | 24. Jan. 2006    | J. Rupert Thompson | – |
| Stunt 1: Zwischen Plattformen hin- und herspringen. Stunt 2: Seltsame Frisuren erhalten. Stunt 3: Aus Schiffscontainern gefeuert werden. Home Invasion: Stinkkäfer im Mund behalten. |           | |                  |                    | |
| 128 | 8         | Mothers & Sons: Ledge Piggy Back; Mothers Kitchen; Under the Semi Sunroof Escape                                    | 31. Jan. 2006    | J. Rupert Thompson | Mutter-und-Sohn-Special. |
| Stunt 1: Auf den Schultern ihres Sohnes die Balance halten, während man einen Vorsprung erklimmt. Stunt 2: Kochwettbewerb mit Schlangem Skorpionen, vergorener Milch und Abflusshaaren. Stunt 3: Aus dem Schiebedach eines Autos in einen Laster umsteigen. Home Invasion: Würmer und Fische im Mund behalten. |           | |                  |                    | |
| 129 | 9         | Freaks Vs Geeks: Chair Launch Heli Partner Pluck; Alligator Frog Box; Quad Off Pier                                 | 7. Feb. 2006     | J. Rupert Thompson | Freaks-und-Geeks-Special. |
| Stunt 1: Schwimmwettbewerb mit Schleudersitz und Helikopter. Stunt 2: Tokens in einem Tank voller Frösche und Alligatoren weiterreichen. Stunt 3: Mit einem ATV von einem Pier fahren. Hiome-Invasion: Überfahrene Tiere essen. |           | |                  |                    | |
| 130 | 10        | Reality Stars (Part 1): Demolition Derby; Swamp Course                                                              | 13. Juni 2006    | J. Rupert Thompson | Reality-TV-Special über drei Folgen mit Jonny Fairplay und Twila Tanner aus Survivor, Jonathan Baker und Victoria Fuller aus The Amazing Race, Craig Williams und Tana Goertz ausThe Apprentice, The Miz und Trishelle Cannatella aus The Real World sowie Anthony Fedorov und Carmen Rasmusen aus American Idol |
| Stunt 1: Demolition Derby. Stunt 2: Hindernislauf im Sumpf. Stunt 3: Aus einem Käfig unter Wasser entkommen. Hoime Invasion: Schweinefüße aus einer Box mit Schmalz fischen. |           | |                  |                    | |
| 131 | 11        | Reality Stars (Part 2): Houseboat Rescue; Submerged Bug Box Escape                                                  | 20. Juni 2006    | J. Rupert Thompson | Reality-Stars-Special. |
| Stunt 1: Einen Dummy aus einem brennenden Hausbopot retten. Stunt 2: Die frauen aus einer luftdichten Box mit Käfern befreien, die sich unter Wasser befindet. Home-Invasion: Skorpione im Mund behalten und Skorpion-Shakes trinken. |           | |                  |                    | |
| 132 | 12        | Reality Stars (Part 3): Spider Dive; Car Crane Collision                                                            | 27. Juni 2006    | J. Rupert Thompson | Reality-Stars-Special. |
| Stunt 1: Kanister in einem Raum voller Trockeneis finden. Gleichzeitig suchen die Frauen einen Schlüssel in einem Raum voller Taranteln. Stunt 2: Die Paare müssen sich Bälle zuwerfen, während sie auf schwingenden und kollidierenden Autos stehen. Home Invasion: Gammelfisch, Tintenfische und Schimmelkäse im Mund behalten. |           | |                  |                    | |
| 133 | 13        | Family Fear Factor: Lighthouse Zip Line and Heli; Stationary Electrical Fish Bike; Dr. Doom Partner Swing; Car Maze | 11. Juli 2006    | J. Rupert Thompson | Familien-Special im Universal Orlando Resort. Die ursprünglich auf 90 Minuten ausgelegte Episode sollte am 7. Februar ausgestrahlt werden, wurde aber verlegt und wurde gekürzt. Die ungekürzte Episode lief später auf iTunes und Amazon Unboxed.                                                               |
| Stunt 1: Die Eltern müssen aus einem Helikopter springen, während ihre Kinder eine Zipline herunterrasen. Stunt 2: Tote Fische mit einem Fahrrad, das elektrische Schläge verursacht auf ihre Kinder schießen. Stunt 3: Zwischen den zwei Türmen des Doctor Doom's Fearfall balancieren und Wimpel einsammeln. Stunt 4: Ein Hinderniskurs mit einem Van meistern, während die Kinder auf dem Dach Wimpel einsammeln. Home Invasion: Gammelfisch aus einem Behältnis fischen. |           | |                  |                    | |
| 134 | 14        | Military Fear Factor: Dual Reverse Heli Bungee; Military Crate Drop; Heli-Semi Plung                                | 18. Juli 2006    | J. Rupert Thompson | Military-Special auf der Hornet mit Teilnehmern aus der Army, Navy, der Air Force sowie der Marines. |
| Stunt 1: Von einem Flugzeugträger auf ein Transportnetz eines Hubschraubers katapultiert werden. Stunt 2: Tausendfüssler, Schweineinnereien, Hühnerfüße und Gammelfisch essen. Stunt 3: Granaten vom Dach eines Vans werfen, der vom Flugzeugträger fährt. Home Invasion: Würste aus Maden und Käfern essen. |           | |                  |                    | |
| 135 | 15        | Fire Fear Factor: Fireboat Heli Net Climb; Fire Torch Toss and Drink; Fire Slide                                    | 25. Juli 2006    | J. Rupert Thompson | Feuer-Special. |
| Stunt 1: Ein Transportnetz hochklettern während man mit einem Feuerwehrschlauch beschossen wird. Stunt 2: Habanero-Saft trinken. Stunt 3: Eine unter Feuer stehende Wasserrutsche herunter rutschen und unter einer Eisplattform durchtauchen. Home-Invasion: Feuerwehrleute müssen Tausendjährige Eier essen. |           | |                  |                    | |
| 136 | 16        | BK Viewers Choice: Flying High; Junkyard Canine Attack; Vertical Bus Drop                                           | 1. Aug. 2006     | J. Rupert Thompson | Die Teilnehmer wurden per Televoting in Zusammenarbeit mit Burger King festgelegt. |
| Stunt 1: Den Partner über ein Haus in ein Schlammloch katapultieren. Stunt 2: Durch einen Schrottplatz mit Kampfhunden rennen. Stunt 3: Aus einem fahrenden Bus klettern. Home Invasion: Shake aus Maden und Käse, |           | |                  |                    | |
| 137 | 17        | Young Vs. Old: Tug of War; Roach Cage Escape; Barrels Off Truck                                                     | 8. Aug. 2006     | J. Rupert Thompson | Wettkampf zwischen Paare in den Zwanzigern und in den Vierzigern, |
| Stunt 1:Seilziehen auf einem Gebäudedach. Stunt 2: Die Männer müssen ihre Frauen aus einem Raum voller Kakerlaken befreien. Dazu müssen sie sich durch Wände aus Innereien essen. Stunt 3: Ein Auto auf einen fahrenden Transporter fahren. Die Hände des Fahrers sgefesselt und das gegnerische Team bewirft sie dabei mit Gegenständen. Home Invasion: Schlecht gewordene Milch und zernmahlene Käfer trinken                                                              |           | |                  |                    | |
| 138 | 18        | Disaster Fear Factor: Hurricane Ledge Walk; Roach Bob and Eat; Flood Crawl                                          | 22. Aug. 2006    | J. Rupert Thompson | Katastrophen-Special |
| Stunt 1: Über eine Leiter, während man Wind und Wasser ausgesetzt ist. Stunt 2: Kakerlaken aus grünem Schleim fischen. Stunt 3: Einen Hochwasserschutzkanal entlanglaufen. Home Invasion: Stinkekäfer im Mund behalten. |           | |                  |                    | |
| 139 | 19        | Blind Date #2: Body Weights; Picnic Basket; Train Drag                                                              | 29. Aug. 2006    | J. Rupert Thompson | Blind-Date Special |
| Stunt 1: Der eine Partner wird mit Gewichten versenkt, der andere muss ihn retten. Stunt 2: Ekelpicknick. Stunt 3: Wimpel auf einem fahrenden Zug sammeln. Home Invasion: Schlüssel aus einer Box voller Skorpione fischen. |           | |                  |                    | |
| 140 | 20        | Farm Fear Factor: Pig Pen; Rotisserie Chicken in a Basket; Tractor Pull and Escape                                  | 5. Sep. 2006     | J. Rupert Thompson | Bauernhof-Special |
| Stunt 1: Schweinezungen mit dem Mund transportieren. Stunt 2: Gefrorene Hühner aus einem Behälter mit Schmalz herausnehmen, während man hineingetunkt wird. Stunt 3: Sich von einem Traktor befreien, der Dünger versprüht und den Partner aus schlecht gewordener Milch befreien. Home Invasion: Taranteln essen |           | |                  |                    | |
| 141 | 21        | Ex Factor: Boat Lean and Grab; Scorpion Helmet Spin; Truck Switch                                                   | 6. Sep. 2006     | J. Rupert Thompson | Teampartner sind Ex-Lebensgefährten |
| Stunt 1: Wimpel auf einer Gleicgewichtskonstruktion einsammeln, die sich auf einem fahrenden Boot befindet. Stunt 2: In einer Spinnrad-Konstruktion müssen Skorpione aufgesammelt und in Boxen gelegt werden, in denen sich der eigene Kopf befindet. Stunt 3: Von einem Autotransporter auf den anderen fahren. Home Invasion: Riesenkakerlaken essen. |           | |                  |                    | |
| 142 | 22        | Celebrity Fear Factor (IV): Dual Dunk; Isolation Barrel; Car Mine Field/Car Maze"                                   | 12. Sep. 2006    | J. Rupert Thompson | Celebrity-Special mit Leif Garrett, John Melendez, Todd Bridges, Tempestt Bledsoe, Arianne Zucker, Brande Roderick, Traci Bingham und G. Gordon Liddy. |
| Stunt 1: Wimpel entfernen während man ins Wasser getunkt wird. Stunt 2: Surprise-Särge mit Käfern oder Elektroschocks. Stunt 3: Hindernisfahrt. Home Invasion: Ekliges Essen und Insekten mit dem Mund transportieren. |           | |                  |                    | |

### Staffel 7 (2011–2012)
Nach fünf Jahren Pause wurde eine siebte Staffel produziert, die auf Grund schlechter Quoten und einer kontroversen Episode nicht komplett ausgestrahlt wurde.
| Nr. (ges.) | Nr. (St.) | Originaltitel                                      | Erstausstrahlung                | Regie              | Special                                                                           |
| --- | --------- | -------------------------------------------------- | ------------------------------- | ------------------ | --------------------------------------------------------------------------------- |
| 143 | 1         | Scorpion Tales                                     | 12. Dez. 2011                   | J. Rupert Thompson | Family-Special                                                                    |
| Stunt 1: Wimpel auf einem Pickup-Truck aufsammeln, bevor diese von einem Hubschrauber angehoben werden. Stunt 2: Lebende Skorpione essen. Stunt 3: Im Zementbehälter eines Zementmischers stehen, während dieser durch Hindernisse fährt.                                                                                  |           |                                                    |                                 |                    |                                                                                   |
| 144 | 2         | Broken Hearts & Blood Baths                        | 12. Dez. 2011                   | J. Rupert Thompson | Ex-Paar-Special                                                                   |
| Stunt 1: Sich aus einem versinkenden Auto befreien. Stunt 2: Aneinandergekettet Kuhherzen in einem Pool voller Blut einsammeln. Stunt 3: Aus einem Hubschrauber springen und schwimmen. Stunt 4: aus einem Speedboat springen. Stunt 5: Fackeln von einer explodierenden Plattform werfen.                                 |           |                                                    |                                 |                    |                                                                                   |
| 145 | 3         | Tall Crappaccino                                   | 19. Dez. 2011                   | J. Rupert Thompson | –                                                                                 |
| Stunt 1: Wimpel von einem Auto entfernen, während man an einem Hubschrauber hängt. Stunt 2: Crapaccinos mit Ekelzutaten trinken. Stunt 3: Von einer hohen Plattform springen. |           |                                                    |                                 |                    |                                                                                   |
| 146 | 4         | Snake Bite                                         | 2. Jan. 2012                    | J. Rupert Thompson | –                                                                                 |
| Stunt 1: Wimpel auf einem gebäude einsammeln. Stunt 2: In einem Käfig mit Schlangen liegen, während der Partner diese per Mund entfernt. Stunt 3: Mit einem jetski Wimpel einsammeln. |           |                                                    |                                 |                    |                                                                                   |
| 147 | 5         | Roach Coach                                        | 9. Jan. 2012                    | J. Rupert Thompson | –                                                                                 |
| Stunt 1: Den Partner aus einem Unterwasserkäfig befreien. Stunt 2: Fear-Factor-Food-Truck. Stunt 3: Wimpel von einem fahrenden Auto auf einen Bus bringen. |           |                                                    |                                 |                    |                                                                                   |
| 148 | 6         | The Bees Are So Angry                              | 12. Feb. 2012                   | J. Rupert Thompson | Zwei-Stunden-Episode                                                              |
| Stunt 1: Den Partner avon einem Hubschrauber auf einen Stapel Kisten werfen. Stunt 2: Der eine Partner muss von Bienen bedeckt stehen bleiben, während der andere lebende Bienen verspeist. Stunt 3: Durch ein Glasfenster springen. Stunt 4: Stierhoden im Mund behalten. Stunt 5: Mit einem Auto durch einen LKW fahren. |           |                                                    |                                 |                    |                                                                                   |
| 149 | 7         | Leeches & Shaved Heads & Tear Gas, Oh My! (Part 1) | 9. Juli 2012                    | J. Rupert Thompson | Doppelfolge um 100.000 US-Dollar                                                  |
| Stunt 1: Mit einem Bungeeseil von einer klippe springen. Stunt 2: Die Frau liegt in einer Kiste voller Tausendfüßler, der Mann muss diese mit dem Mund entfernen. Stunt 3: Zehn lebende Tausenffüssler essen. |           |                                                    |                                 |                    |                                                                                   |
| 150 | 8         | Leeches & Shaved Heads & Tear Gas, Oh My! (Part 2) | 16. Juli 2012                   | J. Rupert Thompson | Doppelfolge um 100.000 US-Dollar                                                  |
| Stunt 1: Einen brennenden Turm hochklettern. Stunt 2: „Unglücksrad“ um Tattoos, Rasieren des Kopfes oder Tränengas. Stunt 3: Wimpel einsammeln, während man an einem Kran hängt. |           |                                                    |                                 |                    |                                                                                   |
| 151 | 9         | Hee Haw! Hee Haw!                                  | nicht ausgestrahlt (in den USA) | J. Rupert Thompson | Zwillings-Special. Die Folge wurde lediglich im dänischen fernsehen ausgestrahlt. |
| Stunt 1: Wimpel aus einem Labyrinth, das unter Strom steht, einsammeln. Stunt 2: Eselurin und-sperma trinken. Stunt 3: Wimpel auf einem fahrenden Zug einsammeln. |           |                                                    |                                 |                    |                                                                                   |

### Specials
| Nr. (ges.)                                                                                           | Nr. (St.) | Originaltitel                  | Erstausstrahlung | Regie                        |
| --- | --------- | ------------------------------ | ---------------- | ---------------------------- |
| 1 | 1         | First Season Highlights        | 6. Aug. 2001     | Randall Einhorn & Mark Perez |
| Highlights der ersten Staffel                                                                        |           |                                |                  |                              |
| 2 | 2         | Second Season Highlights       | 2. Sep. 2002     | ?                            |
| Highlights der zweiten Staffel                                                                       |           |                                |                  |                              |
| 3 | 3         | Animal Moments Show            | 22. Feb. 2003    | J. Rupert Thompson           |
| 30-Minuten-Clip mit den besten Tierstunts aus den ersten drei Staffeln.                              |           |                                |                  |                              |
| 4 | 4         | The Making of Fear Factor      | 23. März 2003    | Richard Plotkin              |
| Making-of mit Access Hollywood-Reporter Tony Potts am Set der Las vegas-Spisode der dritten Staffel. |           |                                |                  |                              |
| 5 | 5         | The 15 Most Outrageous Moments | 19. Mai 2003     | J. Rupert Thompson           |
| Joe Rogan stellt die 15 kontroversesten Stunts der ersten drei Staffeln vor.                         |           |                                |                  |                              |

## MTV Version

### Staffel 1 (2017)
| Nr. (ges.) | Nr. (St.) | Deutscher Titel                   | Originaltitel               | Erstausstrahlung USA | Deutschsprachige Erstausstrahlung (D) | Regie                                  | Teilnehmer                                                                          |
| --- | --------- | --------------------------------- | --------------------------- | -------------------- | ------------------------------------- | -------------------------------------- | ----------------------------------------------------------------------------------- |
| 153 | 1         | Eis ist dicker als Wasser         | Ice Is Thicker Than Water   | 30. Mai 2017         | 28. Apr. 2018                         | J. Rupert Thompson                     | Geschwister                                                                         |
| Stunt 1: Die Geschwister müssen in einem Bett liegen, das mit Insekten und Käfern bedeckt wird. Stunt 2: Aus einem Leichenfach entkommen und den Partner aus einem leichensack befreien. Stunt 3: Aus einem Unterwasserkäfig entkommen.                                               |           |                                   |                             |                      |                                       |                                        |                                                                                     |
| 154 | 2         | Partyspiele                       | Party Games                 | 6. Juni 2017         | 5. Mai 2018                           | J. Rupert Thompson                     | Paare                                                                               |
| Stunt 1: Schlangen mit dem Mund transportieren. Stunt 2: Fear-Pong um Ekelgetränke. Stunt 3: Den blinden Partner auf einen Autotransporter lotsen. |           |                                   |                             |                      |                                       |                                        |                                                                                     |
| 155 | 3         | Einmal gebissen, zweimal gefangen | Once Bitten, Twice Trapped  | 13. Juni 2017        | 12. Mai 2018                          | J. Rupert Thompson                     | Mitbewohner                                                                         |
| Stunt 1: Ein Partner liegt ijn einer Box voller Insekten, der andere muss die Befreiungscodes in derselben Box finden. Stunt 2: Mit verbundenen Augen ein Stück Käse aus einem Tisch voller Mausefallen entfernen. Stunt 3: Von einem Anker auf den Boden eines Pools gezogen werden. |           |                                   |                             |                      |                                       |                                        |                                                                                     |
| 156 | 4         | Softwarefehler                    | Computer Bugs               | 20. Juni 2017        | 19. Mai 2018                          | J. Rupert Thompson                     | Beste Freunde                                                                       |
| Stunt 1: Schlangen, kakerlaken und Skorpione im Mund behalten und Computercodes aufsagen. Stunt 2: Den Atem in Boxen voll Wasser anhalten. Stunt 3: Mit dem Auto von einem Transporter auf den anderen fahren.                                                                        |           |                                   |                             |                      |                                       |                                        |                                                                                     |
| 157 | 5         | Da liegt Liebe in der Luft        | Love Is in the Air          | 27. Juni 2017        | 26. Mai 2018                          | J. Rupert Thompson                     | Paare                                                                               |
| Stunt 1: Die Paare müssen raten, welches Tier über ihr Gesicht krabbelt. Stunt 2: Eklige Delikatessen essen (zum Beispiel Surströmming). Stunt 3: Einen Fahnenmast an einem Helikopter entlang krabbeln.                                                                              |           |                                   |                             |                      |                                       |                                        |                                                                                     |
| 158 | 6         | Es geht zur Sache                 | The Struggle Is Real        | 11. Juli 2017        | 2. Juni 2018                          | J. Rupert Thompson                     | Freunde                                                                             |
| Stunt 1: Gegenstände auf einem Boden voller Würmer und Ratten finden, während man Geißelskorpione im Mund hat. Stunt 2: Aus einem Wassertank entkommen. Stunt 3: Das eigene Handy auf einer Plattform finden.                                                                         |           |                                   |                             |                      |                                       |                                        |                                                                                     |
| 159 | 7         | Paare ohne Plan                   | Daters in the Dark          | 18. Juli 2017        | 9. Juni 2018                          | J. Rupert Thompson                     | Paare, Gaststar: Taylor Ann Hasselhoff, die Tochter von David Hasselhoff            |
| Stunt 1: Durch einen Raum voller Vögel rennen. Stunt 2: Elektrischer Stuhl. Stunt 3: Auf einer Couch sitzen, die von einem Hubschrauber getragen wird. |           |                                   |                             |                      |                                       |                                        |                                                                                     |
| 160 | 8         | Helicopter Parents                | Helikoptereltern            | 25. Juli 2017        | 16. Juni 2018                         | J. Rupert Thompson                     | Kinder und ihre Eltern                                                              |
| Stunt 1: Die Kinder liegen unter Skorpionen, die Eltern müssen diese entfernen. Stunt 2: Blutegel-Hindernislauf. Stunt 3: An einer Strickleiter einen Hubschrauber hoch und die Kinder mit einem Bungee-Seil hinunter befördern.                                                      |           |                                   |                             |                      |                                       |                                        |                                                                                     |
| 161 | 9         | Lebendig begraben                 | Buried Alive                | 1. Aug. 2017         | 23. Juni 2018                         | J. Rupert Thompson                     | Mitbewohner                                                                         |
| Stunt 1: Kopf in eine Box voller Echsen stecken. Stunt 2: Lebendig begraben werden. Stunt 3: Wimpel von einem Auto sammeln, das sich einer klippe nähert. |           |                                   |                             |                      |                                       |                                        |                                                                                     |
| 162 | 10        | Eine Sache unter Schwestern       | Sister Act                  | 8. Aug. 2017         | 30. Juni 2018                         | J. Rupert Thompson & Scott Farquharson | Schwestern-Special                                                                  |
| Stunt 1: Schlüssel in einer Box voller Tiere finden. Stunt 2: In Wasser volleer Müll schwimmen. Stunt 3: Wimpel von Fässern sammeln, bevor ein Auto die Plattform zum Einstürzen bringt.                                                                                              |           |                                   |                             |                      |                                       |                                        |                                                                                     |
| 163 | 11        | Das ultimative Fear-Workout       | Ultimate Fear Workout       | 15. Aug. 2017        | 7. Juli 2018                          | J. Rupert Thompson & Scott Farquharson | Fitness-Sportler                                                                    |
| Stunt 1: Kakerlaken und Krabben über das Gesicht laufen lassen. Stunt 2: Stunt 2: Abgelaufene Lebensmittel konsumieren. Stunt 3: Ein Auto über eine Sprungschanze fahren. |           |                                   |                             |                      |                                       |                                        |                                                                                     |
| 164 | 12        | Probieren geht über Studieren     | The Old College Try         | 22. Aug. 2017        | 14. Juli 2018                         | J. Rupert Thompson & Scott Farquharson | Kommilitonen                                                                        |
| Stunt 1: Ratten fangen. Stunt 2: Stunt 2: Laserlabyrinth mit Elektroschocks. Stunt 3: Partner aus dem Kofferraum eines versenkten Autos befreien. |           |                                   |                             |                      |                                       |                                        |                                                                                     |
| 165 | 13        | „The Challenge“ gegen „Shredders“ | The Challenge Vs. Shredders | 19. Sep. 2017        | 21. Juli 2018                         | Scott Farquharson                      | Teams aus den Serien The Challenge und Winter Break: Hunter Mountain gegeneinander. |
| Stunt 1: Gegenstände aus elektrischen Aalen fischen. Stunt 2: Tintenfischtinte und Fischöl trinken. Stunt 3: Wimpel auf einem Balken einsammeln. |           |                                   |                             |                      |                                       |                                        |                                                                                     |

### Staffel 2 (2018)

#### Erste Hälfte
| Nr. (ges.) | Nr. (St.) | Deutscher Titel               | Originaltitel              | Erstausstrahlung USA | Deutschsprachige Erstausstrahlung (D) | Regie              | Teilnehmer                                                                                             |
| --- | --------- | ----------------------------- | -------------------------- | -------------------- | ------------------------------------- | ------------------ | --- |
| 166 | 1         | Was zur Hölle                 | Get the Hell Out           | 25. Feb. 2018        | 8. Sep. 2018                          | J. Rupert Thompson | Beste Freunde                                                                                          |
| Stunt 1: Durch Blut und Gedärme rennen um aus einem Haus voller Killer-Clowns zu entkommen. Stunt 2: Lebendig begraben in einem Sarg voller Kakerlaken und Ratten. Stunt 3: Aus einem Käfig entkommen, det ins Wasser geworfen wird.                                                           |           |                               |                            |                      |                                       |                    | |
| 167 | 2         | Technik-Hölle                 | Tech-Hell                  | 4. März 2018         | 15. Sep. 2018                         | J. Rupert Thompson | Technik-Freaks                                                                                         |
| Stunt 1: Das Smartphone in einer Box mit Käfern finden, bevor es zermahlen wird. Stunt 2: Eien Sicherung reparieren, die Elektroschocks austeilt. Stunt 3:Die Augen des Fahrers sind verbunden, während der andere eine Virtual-Reality-Brille anhat, die von der front des Wagens aus sendet. |           |                               |                            |                      |                                       |                    | |
| 168 | 3         | Familienausflug aus der Hölle | Family Road Trio from Hell | 11. März 2018        | 22. Sep. 2018                         | J. Rupert Thompson | Familien                                                                                               |
| Stunt 1: Gegenstände in einem verdreckten Haus mit Ratten und Taranteln finden. Stunt 2: Gegenstände im Garten finden, während man von Kampfhunden angegriffen wird. Stunt 3: An einem Wohnmobil festhalten.                                                                                   |           |                               |                            |                      |                                       |                    | |
| 169 | 4         | Höllisch heiß                 | Hot as Hell                | 13. März 2018        | 29. Sep. 2018                         | J. Rupert Thompson | Zwillinge                                                                                              |
| Stunt 1: Die Arme unter Flammen setzen. Stunt 2: Habaneros und Bhut Jolokia essen. Stunt 3: Unter einen brennenden Wohnwagen klettern. |           |                               |                            |                      |                                       |                    | |
| 170 | 5         | Höllische Sommerferien        | Summer Vacation from Hell  | 14. März 2018        | 6. Okt. 2018                          | J. Rupert Thompson | Kommilitonen                                                                                           |
| Stunt 1: Aus einem dunklen raum voller Krokodile entkommen. Stunt 2: Barfuß über Legos, Muasefallen und Glasscherben rennen. Stunt 3: Bungee-Sprung aus einem Hubschrauber. |           |                               |                            |                      |                                       |                    | |
| 171 | 6         | Blind Date aus der Hölle      | Blind Date from Hell       | 14. März 2018        | 13. Okt. 2018                         | J. Rupert Thompson | Blind-Dates                                                                                            |
| Stunt 1: Aus einem elektrischen Käfig entkommen. Stunt 2: Den Inhalt seines Smartphones öffentlich machen. Stunt 3: Flaggen auf einer fliegenden Plattform einsammeln. |           |                               |                            |                      |                                       |                    | |
| 172 | 7         | Ex-Partner aus der Hölle      | Exes from Hell             | 20. März 2018        | 20. Okt. 2018                         | J. Rupert Thompson | Ex-Partner                                                                                             |
| Stunt 1: Aus einem Feld mit elektrischem Zaun entkommen. Stunt 2: Marshmallows in einer Box voller Fliegen essen. Stunt 3: Aus einem gigantischen Korkenzieher entkommen, an dem die Beine gefesselt sind, bevor der Korkenzieher das Wasser berührt.                                          |           |                               |                            |                      |                                       |                    | |
| 173 | 8         | Hölle, Hölle, Hölle           | Hell and High Water        | 21. März 2018        | 27. Okt. 2018                         | J. Rupert Thompson | - |
| Stunt 1: Die Füße aus Ketten befreien, bevor der Raum geflutet wird. Stunt 2: Kakerlakensuppe essen. Stunt 3: Von einer sinkenden Landeplattform entkommen. |           |                               |                            |                      |                                       |                    | |
| 174 | 9         | Höllenwoche                   | Hell Week                  | 28. März 2018        | 3. Nov. 2018                          | J. Rupert Thompson | Kommilitonen der University of Southern California gegen die der University of California, Los Angeles |
| Stunt 1: Riesenwürmer aus dem Mund des Partners entnehmen. Stunt 2: Gefesselt an eine Plattform in eiskaltem Wasser versenkt werden. Stunt 3: Auf eine Kletterkonstruktion klettern. |           |                               |                            |                      |                                       |                    | |
| 175 | 10        | Höllenparty                   | Party from Hell            | 28. März 2018        | 10. Nov. 2018                         | J. Rupert Thompson | - |
| Stunt 1: Aus einem Zimmer entkommen, das mit Tränengas gefüllt wird. Stunt 2: Essensreste aufessen. Stunt 3: Auf einem Bus stehen und Wimpel einsammeln. |           |                               |                            |                      |                                       |                    | |

#### Zweite Hälfte (Celebrity Fear Factor)
| Nr. (ges.) | Nr. (St.) | Originaltitel             | Erstausstrahlung USA | Regie              | Teilnehmer |
| --- | --------- | ------------------------- | -------------------- | ------------------ | --- |
| 176 | 11        | Hip Hop Battle            | 17. Juli 2018        | J. Rupert Thompson | Tyga, Lil Yachty, Kodi Shane, Channel West Coast und JBAN$2Turnt.                                                                                                 |
| Stunt 1: Tiere in einem gehege transportieren. Stunt 2: Gegenstände in einem Wassertank mit eiskaltem Wasser finden. Stunt 3: Auf Ballons klettern, die an einem Hubschrauber hängen.                                                  |           |                           |                      |                    | |
| 177 | 12        | Hip Hop Sibling Smackdown | 17. Juli 2018        | J. Rupert Thompson | Swae Lee und Slim Jxmmi von Rae Sremmurd, sowie Ayleo und Meteo Bowles von Ayo & Teo.                                                                             |
| Stunt 1: Gegenstände aus einem becken voller Schleimaale mit dem Mund fischen. Stunt 2: In totaler Dunkelheit durch einen raum voller Taranteln. Stunt 3: Von einem Hubschrauber über Asphalt gezogen werden.                          |           |                           |                      |                    | |
| 178 | 13        | MTV Star Battle           | 24. Juli 2018        | J. Rupert Thompson | Romeo Miller, Terrence J und Tori Deal, Jordan Wiseley, Chris “CT” Tamburello und Cara Maria Sorbello aus The Challenge.                                          |
| Stunt 1: Gegenstände aus einem Wassertank voller Krabben und Fischen herausbekommen. Stunt 2: Wimpel sammeln auf einem Hindernisparcours. Stunt 3: Entfesselung über einem Pool.                                                       |           |                           |                      |                    | |
| 179 | 14        | Thrill Seeker Throwdown   | 24. Juli 2018        | J. Rupert Thompson | The Dolan Twins, Jake Miller, Andy Roy, Bam Margera und Chris Pontius.                                                                                            |
| Stunt 1: Gegenstände mit dem Mund weitergeben, während man von Schlangen angegriffen wird. Stunt 2: Ekelgetränke. Stunt 3: Während man in Wasser getunkt wird Wimpel von der Kleidung entfernen.                                       |           |                           |                      |                    | |
| 180 | 15        | Reality TV Royal Rumble   | 31. Juli 2018        | J. Rupert Thompson | Abi-Maria Gomes, Sierra Dawn Thomas und Caleb Reynolds aus Survivor und Cody Calafiore, Zach Rance, Rachel Reilly und Brendon Villegas aus Big Brother.           |
| Stunt 1: Rätsel in einem Tunnel voller Tiere lösen. Stunt 2: Die Luftnanhalten, während man in Wasser getunkt wird. Stunt 3: Von einem Hubschrauber in einen Lastwagen klettern und wieder zurück.                                     |           |                           |                      |                    | |
| 181 | 16        | For the Love of Fear      | 31. Juli 2018        | J. Rupert Thompson | Rachel Lindsay, Bryan Abasolo, Vanessa Grimaldi, Danielle Maltby, Corinne Olympios, and Alexis Waters aus The Bachelor und The Bachelorette                       |
| Stunt 1: Lebende Tiere in einer Weste transportieren. Stunt 2: Zielscheiben mit Langen Stäben treffen, damit kein heißes Wachs mehr von der Decke kommt. Stunt 3: Mit einem Auto durch ein Hindernis während die Augen verbunden sind. |           |                           |                      |                    | |
| 182 | 17        | Breaking the Internet     | 7. Aug. 2018         | J. Rupert Thompson | Die Social-Media-Stars Tyler Oakley, Korey Kuhl, JC Caylen, Dominic DeAngelis, Lia Shelesh, TiTi und LaLa.                                                        |
| Stunt 1: Aus einem Wassertank befreien. Stunt 2: Mit einem Bogen auf Zombies schießen, um keine lebenden Tiere essen zu müssen. Stunt 3: Mit einem Kran von einer Klippe schleudern lassen.                                            |           |                           |                      |                    | |
| 183 | 18        | Battle of the Bands       | 7. Aug. 2018         | J. Rupert Thompson | Mitglieder der Band MisterWives |
| Stunt 1: Musikinstrumente zerstören und ein Puzzel zusammensetzen. Stunt 2: Sich von einem Taser anschießen lassen. Stunt 3: Go-Kart-Duell bei dem man von Hubschraubern gezogen wird.                                                 |           |                           |                      |                    | |
| 184 | 19        | Music Star Showdown       | 14. Aug. 2018        | J. Rupert Thompson | Cal Shapiro und Rob Resnick von Timeflies, Bea Miller und Drake Bell.                                                                                             |
| Stunt 1: Auf einem Strauß reiten. Stunt 2:Aus einer Box entkommen, die mit zement gefüllt wird. Stunt 3: Mit einem ATV eine Klippe runterfahren.                                                                                       |           |                           |                      |                    | |
| 185 | 20        | The Shoredown             | 21. Aug. 2018        | J. Rupert Thompson | Snooki, Pauly D, Ronnie Ortiz-Magro und Deena Nicole Cortese aus Jersey Shore gegen Nilsa Prowant, Jeremiah Buoni, Kirk Medas and Aimee Hall aus Floribama Shore. |
| Stunt 1: Tiere mit dem Mund transportieren. Stunt 2: Den Kopof in kisten stecken, die mit Sand gefüllt werden. Stunt 3: Wasserrettung mit Hubschrauber erklettern und Sprung von einem Speedboat.                                      |           |                           |                      |                    | |